# Glendale (Utah)
Glendale – miasto w Stanach Zjednoczonych, w stanie Utah, w hrabstwie Kane.